# Nam Viện Huệ Ngung
Nam Viện Huệ Ngung (zh: 南院慧顒, ja: Nanin Egyō, 860-950) là Thiền sư Trung Hoa đời Hậu Đường, Tam tổ của Tông Lâm Tế,  còn gọi là Bảo Ứng Huệ Ngung. Sư là pháp tử của Thiền sư Hưng Hóa Tồn Tưởng và có đệ tử nối pháp là Thiền sư Phong Huyệt Diên Chiểu.

## Cơ duyên và hành trạng
Sư quê ở Hà Bắc, Trung Quốc. Cơ duyên ngộ đạo của sư không rõ, chỉ biết sau khi gặp được Thiền sư Hưng Hóa, sư chuyên tâm tham thiền học đạo và được khai ngộ. 
Sau khi đạt đạo, sư đến trụ trì tại Nam viện của Bảo Ứng Thiền viện (zh: 寳應禪院) ở Nhữ Châu (nay là Lâm An, Hà Nam, Trung Quốc) nên người đời sau gọi sư là Nam Viện Huệ Ngung (Thiền sư Huệ Ngung ở Nam viện).
Một hôm có vị tăng đến tham vấn, sư hỏi tăng: "Vừa rời nơi nào đến?", tăng thưa: "Vừa rời Nhượng Châu". Sư hỏi: "Đến làm gì?", tăng thưa: "Riêng đến lễ bái Hòa thượng". Sư bảo: "Dường như lão Ngung Bảo Ứng chẳng ở đây". Tăng liền hét!, sư bảo: "Đã nói với ông chẳng có ở đây, lại hét cái gì?". Tăng lại hét!, sư liền đánh. Tăng lễ bái. Sư bảo: "Gậy này bổn phận ngươi đánh ta, mà ta lại đánh ngươi, ba gậy năm gậy cốt lời này".
Niên hiệu Bảo Đại thứ 8 triều vua Đường Nguyên Tông nhà Nam Đường (950), sư thị tịch, thọ 91 tuổi. Một số pháp ngữ của sư được biên chép lại trong Cổ Tôn Túc Ngữ Lục (zh: 古尊宿語錄) và Nhữ Châu Nam Viện Thiền Sư Ngữ Yếu (zh: 汝州南院禪師語要).